# Atsuko Nishida
Atsuko Nishida (...) è un'artista giapponese.
Ha realizzato una serie di creature per il franchise Pokémon, inclusa la mascotte Pikachu.

## Biografia
Nishida ha iniziato a lavorare a Game Freak sul gioco Pulseman assieme al direttore artistico di Pokémon, Ken Sugimori. Sebbene i primi design da lei realizzati fossero spaventosi, si rese conto che desiderava che fossero presenti anche personaggi carini nel gioco. Ciò ha portato al design di Pikachu, che originariamente era basato su un daifuku, un dolce giapponese. In seguito si basò però su uno scoiattolo, in virtù della sua ossessione per gli scoiattoli di quel periodo. Gli scoiattoli sono stati anche la sua ispirazione per le guance elettriche, poiché tendono a conservare il cibo nelle loro guance. Pikachu è stato successivamente cambiato in un topo da Satoshi Tajiri, uno dei creatori di Pokémon. Il design originale includeva l'evoluzione Raichu, così come una terza evoluzione (Gorochu), che fu successivamente abbandonata.
Nishida ha realizzato inoltre Bulbasaur, Charmander e Squirtle. Ha inoltre progettato alcune delle evoluzioni di Eevee (o "Eevoluzioni"), tra cui Glaceon e Sylveon. Su richiesta di Sugimori, ha aiutato a progettare Xerneas e Yveltal, i due Pokémon leggendari che appaiono sulle copertine dei giochi Pokémon X e Y.. È stata anche l'artista di un gran numero di carte del gioco di carte collezionabili Pokémon inclusa la carta Pikachu Illustrator, che è stata venduta per 195000 $ nel 2019, divenendo la carta più costosa del mondo venduta all'asta. Questo ha soppiantato il record precedente del 2016, in cui una carta con lo stesso design di Nishida è stata venduta per 54970 $.
Nishida ha anche lavorato per lo studio giapponese di sviluppo di giochi TOYBOX Inc. su Hometown Story, un gioco per Nintendo 3DS.